# Topo La Cruz
El Topo La Cruz es una formación de montaña ubicada en el extremo norte del estado Guárico, Venezuela. A una altitud promedio entre 1509 m s. n. m. y 1.524 m s. n. m. el Topo La Cruz es la segunda montaña más alta en Guárico.

## Ubicación
El Topo La Cruz está ubicado en el corazón de una fila montañosa al oeste de San Juan de los Morros y sur del Lago de Valencia en el extremo final de la «carretera Picachito». Hacia el norte se continúa con el Pico Platillón y hacia el sur con la fila La Glorieta. Más hacia el este en dirección a la ciudad de San Juan se ubican otras filas montañosas incluyendo el Topo Paraparo.

## Geología
El Topo La Cruz se asienta sobre una peculiar formación geológica conformada por fósiles que evidencian que sus estratos contienen rocas de tipo calcáreos y argiláceos del Paleoceno, que contienen calizas arrecifales de la morfología de los morros de San Juan.